# 臺灣客家文化館
24°27′46″N 120°46′16″E / 24.46279°N 120.77098°E

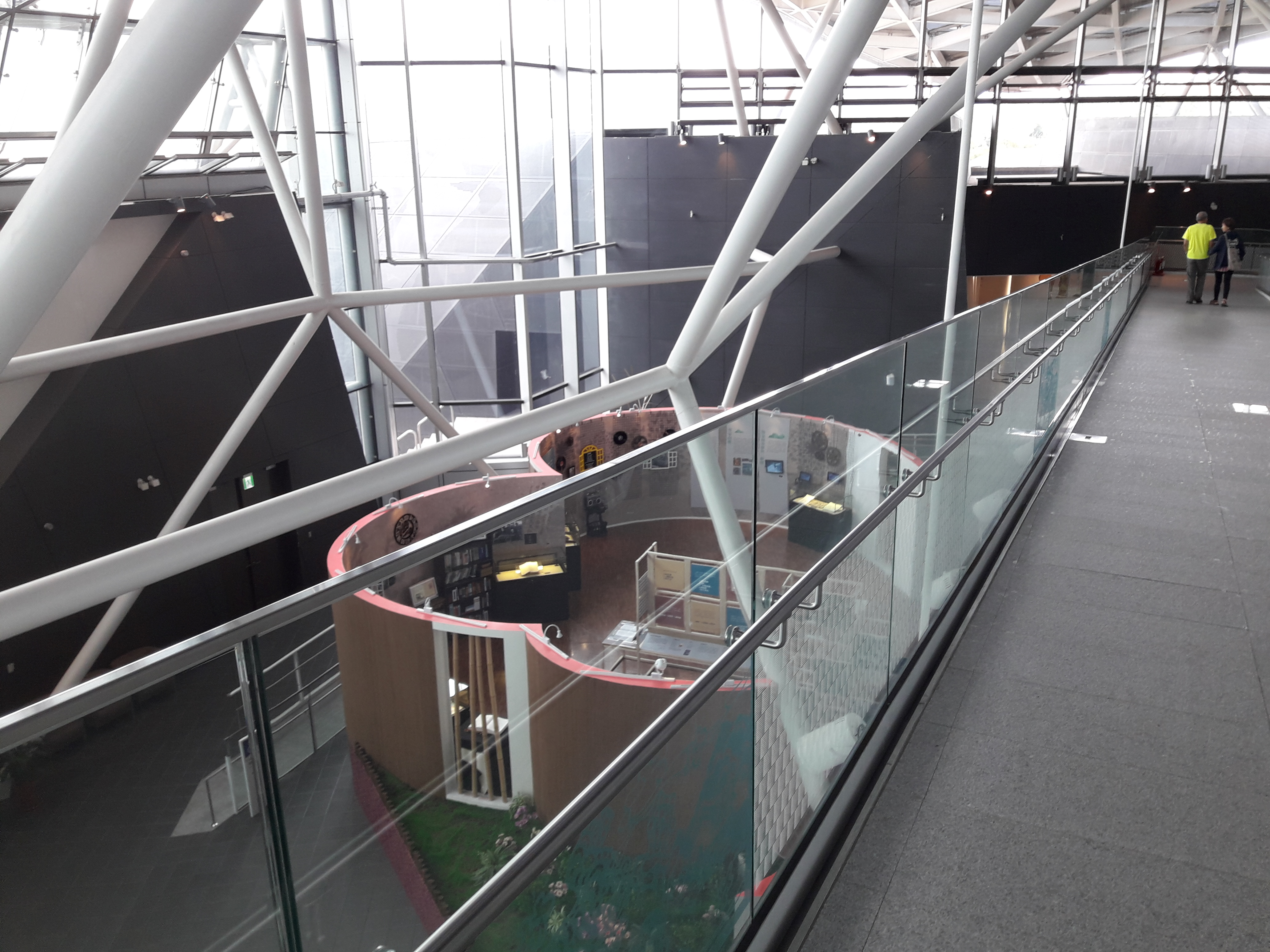
館內一景

臺灣客家文化館（全銜客家委員會客家文化發展中心臺灣客家文化館）是位於臺灣苗栗縣銅鑼鄉的文化發展設施，隸屬於中華民國客家委員會客家文化發展中心，定位為客家文化與產業研究、交流中心，並為客家文化保存、產業發展與觀光交流之平台。館區坐落於竹科銅鑼園區內，依照丘陵地形起伏設計，分為戶外空間、主展館區及附屬設施等，並利用水與綠景紋路所構成的人工山丘包覆主建築物，創造出梯田景觀的意象，共占地11.2公頃。其發起人劉秀雄於1990年提出建設方案，2012年5月12日正式開園。

## 外部連結
- 臺灣客家文化館 （页面存档备份，存于）
- 臺灣客家文化館 - 苗栗文化觀光旅遊網 （页面存档备份，存于）
- 臺灣客家文化館的Facebook專頁 （页面存档备份，存于）